# Desa Tamansari (administrativ by i Indonesien, Jawa Tengah, lat -7,43, long 109,19)
Desa Tamansari är en administrativ by i Indonesien.   Den ligger i provinsen Jawa Tengah, i den västra delen av landet, 290 km sydost om huvudstaden Jakarta.